# Surface Pro
La Surface Pro es la primera generación de convertible o 2 en 1 de la línea Microsoft Surface, diseñada por Microsoft y manufacturada por Pegatron. El dispositivo utiliza Windows 8 Pro de 64 bit, actualizable gratuitamente a Windows 8.1 Pro y finalmente a Windows 10. Inicialmente anunciada con el nombre de Surface para Windows 8 Pro el 18 de junio de 2012 en un evento en Los Angeles, Microsoft luego renombró el dispositivo, llamándolo finalmente Surface Pro y lo lanzó el 9 de febrero de 2013.

## Historia
No hubo disponibles para la Surface Pro compras por pedido. Se pudo comprar recién en su lanzamiento, el 9 de febrero de 2013, en EE. UU., Canadá y China. Fue lanzada en el Reino Unido y otros países el 23 de mayo de 2013.

## Características

### Hardware
La Surface Pro comparte gran parte de su diseño con su contraparte de más bajo costo, la tableta híbrida llamada Surface RT, anunciada el mismo día. Ambas tienen un revestimiento VaporMg oscuro sobre un cuerpo de magnesio y una pantalla multitáctil de 10 puntos de 10,6 pulgadas (26,9 cm) con Gorilla Glass. La conexión WiFi es 802.11 a/b/g/n.
Si bien comparte ciertos aspectos de su diseño con la Surface RT, la Surface Pro cuenta con una resolución de pantalla más alta, de 1920 x 1080, la cual además cuenta con un digitalizador para utilizarlo con un stylus Wacom. El procesador de la Surface Pro es un Intel Core i5-3317U, de dos núcleos y 1.7 GHz, con una frecuencia de Turbo Boost de hasta 2.6 GHz, con una tarjeta gráfica integrada de alta resolución (Intel HD Graphics 4000). Tiene 4 GB de memoria RAM y 64 o 128 GB de memoria de almacenamiento SSD. La Surface Pro, como los demás dispositivos de la familia Surface cuenta con una característica exclusiva de esta serie: el kickstand, un pie de apoyo que puede ser levantado desde la parte trasera y que permite mantener parada por su cuenta a la Surface Pro, a un ángulo de 22°, el mismo ángulo al que están cortados los bordes del dispositivo.
A lo largo de su costado derecho, la Surface Pro cuenta con una ranura para tarjetas microSD en la parte superior (la cual soporta tarjetas de hasta 200GB) seguida de un puerto de alimentación y, cerca del final, un puerto Mini DisplayPort para conectar una serie de pantallas externas. En la parte de abajo del dispositivo (apodada el espinazo de los accesorios) se encuentra un puerto que permite a la Surface Pro conectarse a un Touch Cover o Type Cover. Esta conexión puede, exclusivamente en la Surface Pro, ser compatible con un conector pogo pin y transmitir energía, que la habilita para el uso de un Power Cover. En el costado izquierdo de la Surface Pro, se encuentra una conexión USB 3 de tamaño completo, mandos de volumen y conector jack para audio. El botón de encendido, apagado y bloqueo está en la parte superior del dispositivo. Hay cámaras de 720p frente y detrás del dispositivo, y dentro del mismo una batería de 42 Wh. El dispositivo cuenta con detector de luz ambiental, acelerómetro, giroscopio y brújula.

### Software
La Surface Pro venía originalmente con Windows 8 Pro. Desde el 28 de julio de 2015 se puede actualizar a Windows 10 gratuitamente.

### Accesorios
La Surface Pro es compatible con dos tipos de teclados desmontables: el Type Cover y el Touch Cover, ambos con un touchpad integrado. Mientras que el primero de ellos cuenta con un teclado más tradicional, con teclas de un grosor de 5mm, el otro posee teclas de 3mm de grosor, que además no se encuentran expuestas ni se mueven. Ambos accesorios también funcionan como protectores de pantalla (de ahí que se llamen Covers) y se venden aparte de la Surface.
La Surface Pro es la primera en la familia en contar con soporte para stylus. El Pro Pen está basado en la tecnología Wacom. Está integrado con el software OneNote el cual es incluido con la Surface Pro y utilizado para tomar notas y dibujar.

## Recepción
La Surface Pro recibió variadas reseñas de los críticos de hardware. Mientras que fue mayormente elogiada por su naturaleza de poder ser utilizada tanto como una tablet como una laptop, su diseño y un stylus con una precisa sensibilidad de presión, las quejas más comunes se dirigieron a la corta autonomía, un volumen mayor comparado a las tabletas tradicionales y un excesivo ruido del ventilador al hacer tareas pesadas.

## Línea de tiempo
Fuente: Surface Blog